# Haruka (canción)
"Haruka" (ハルカ?) es una canción grabada por el dúo musical japonés Yoasobi. Fue lanzado el 18 de diciembre de 2020 como sencillo digital, a través del sello discográfico Sony Music Japan. La canción está basada en la novela Tsuki Ōji  (月王子?), escrita por Osamu Suzuki para el programa de radio Jump Up Melodies Top20 de Tokyo FM, en el cual el dúo participó como invitados del programa.
La canción habla sobre un encuentro y despedida, dibujado de la perspectiva de "algo" que ha estado observando el crecimiento de una chica más de cualquier otra persona.

## Créditos
Créditos adaptados de YouTube.
- Ayase – productor, compositor
- Ikura – voz
- Tsuki Ōji (escrito por Osamu Suzuki) – historia basada
- Kanae Izumi – animación del video musical

## Posicionamiento en listas
Listas semanales
| Listas (2020–2021)              | Mejor posición |
| ------------------------------- | -------------- |
| Global Excl. U.S. (Billboard)   | 121            |
| Japón (Japan Hot 100)           | 18             |
| Japón (Oricon Combined Singles) | 18             |